# Plåten
Plåten är en sjö i Norrtälje kommun i Uppland och ingår i Skeboåns huvudavrinningsområde. Sjön är 5,8 meter djup, har en yta på 0,02 kvadratkilometer och befinner sig 17 meter över havet.